# FO HGe 4/4 I (31-37)
De HGe 4/4 I was een elektrische locomotief van de voormalige Zwitserse spoorwegonderneming Furka-Oberalp-Bahn (FO). De onderneming maakt tegenwoordig deel uit van de Matterhorn Gotthard Bahn (MGB).

## Geschiedenis
Deze locomotieven werden in de jaren 1920 door Schweizerische Lokomotiv- und Maschinenfabrik (SLM) en Maschinenfabrik Oerlikon (MFO) ontwikkeld en gebouwd voor de Furka-Oberalp-Bahn en de Brig-Visp-Zermatt-Bahn (BVZ) als HGe 4/4 I.

## Constructie en techniek
De FO besloot in 1940 net als de Rhätische Bahn tot elektrificatie met een spanning van 11.000 volt 16,7 hertz wisselstroom. De locomotieven gekregen een lichtstalen bovenbouw. De transformatoren werden uitgevoerd met oliekoeling.

### Tandradsysteem
Deze locomotieven zijn voorzien van het tandradsysteem Abt. Abt is een systeem voor tandradspoorwegen, ontwikkeld door de Zwitserse ingenieur Carl Roman Abt (1850-1933).

## Treindiensten
Deze treinen werden door Furka-Oberalp-Bahn ingezet op het volgende traject:
- Brig - Andermatt - Disentis/Mustér

## Foto's

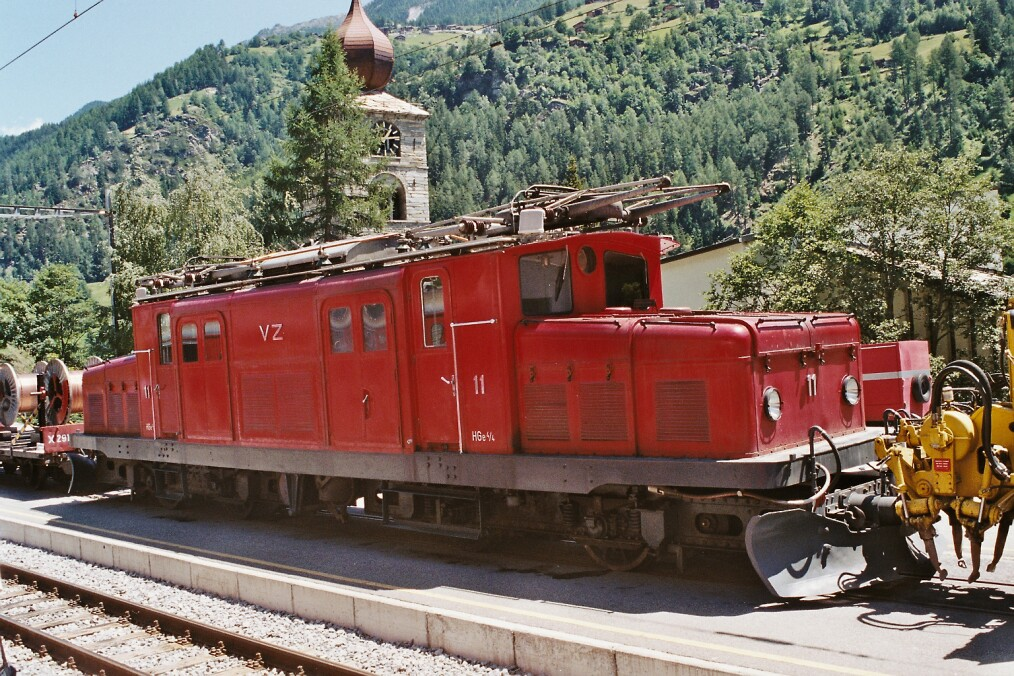
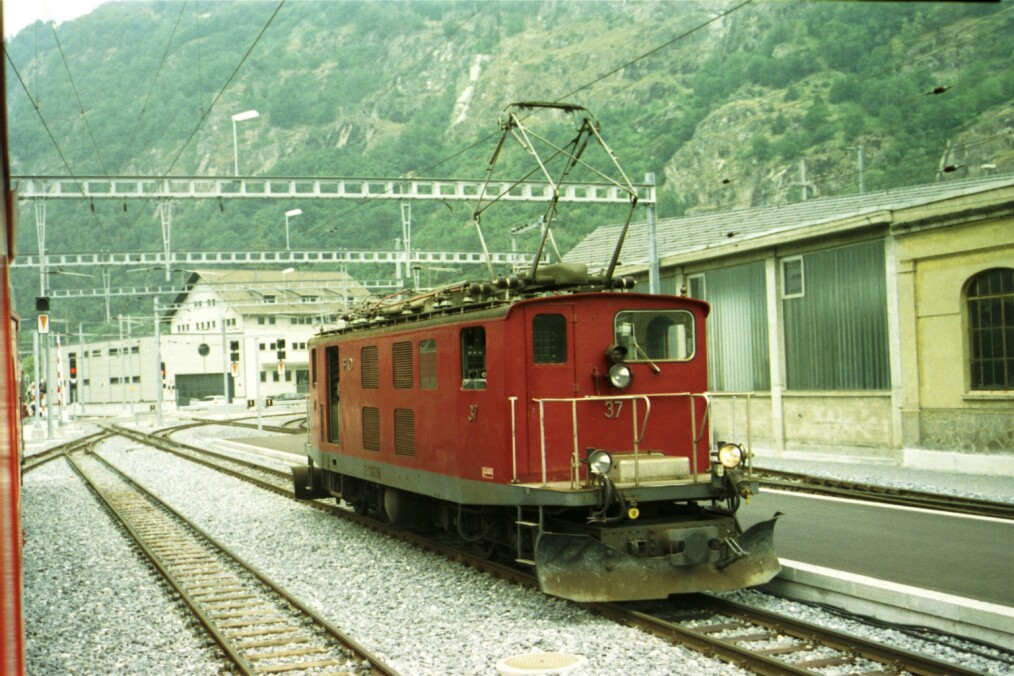
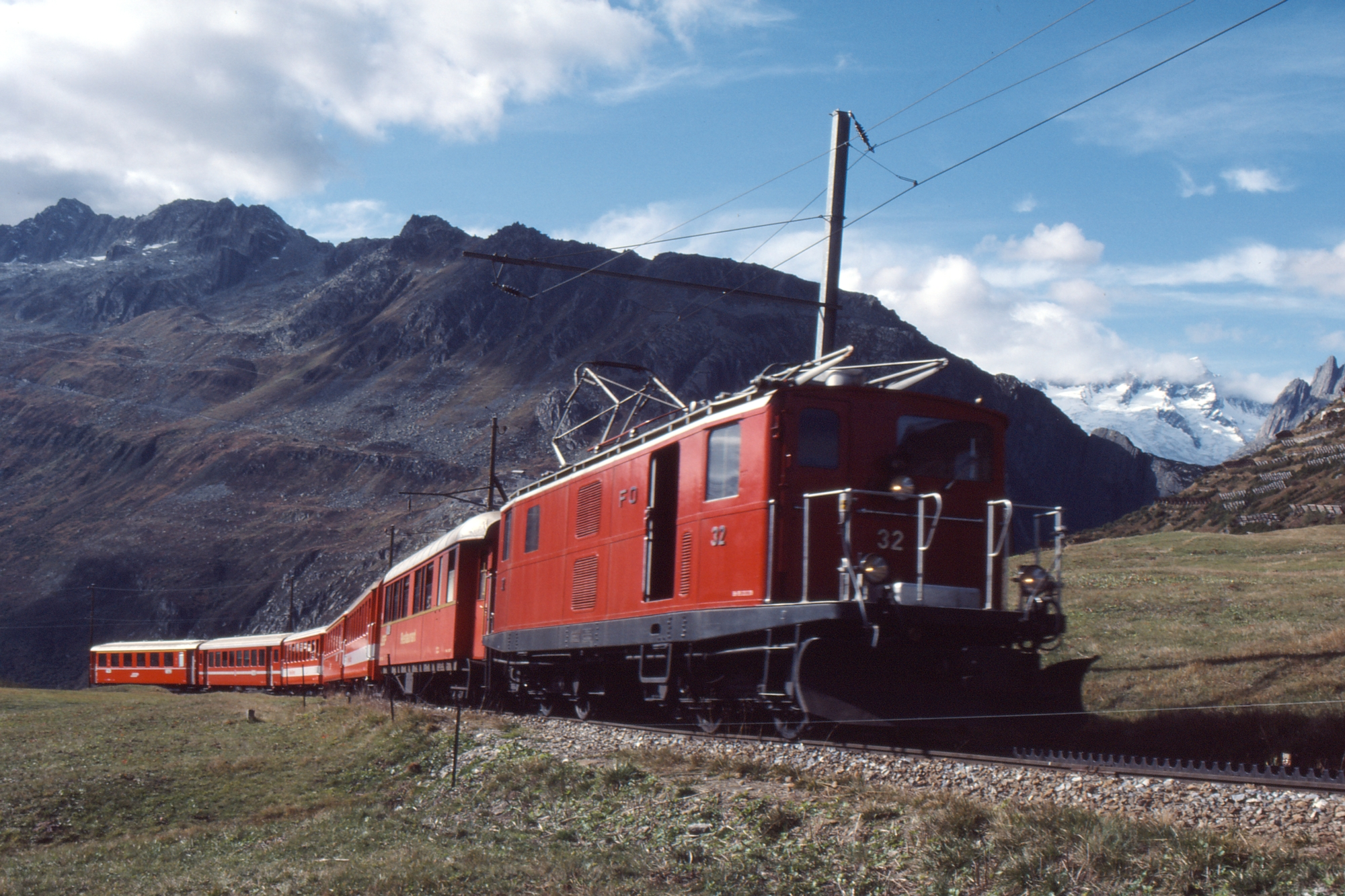
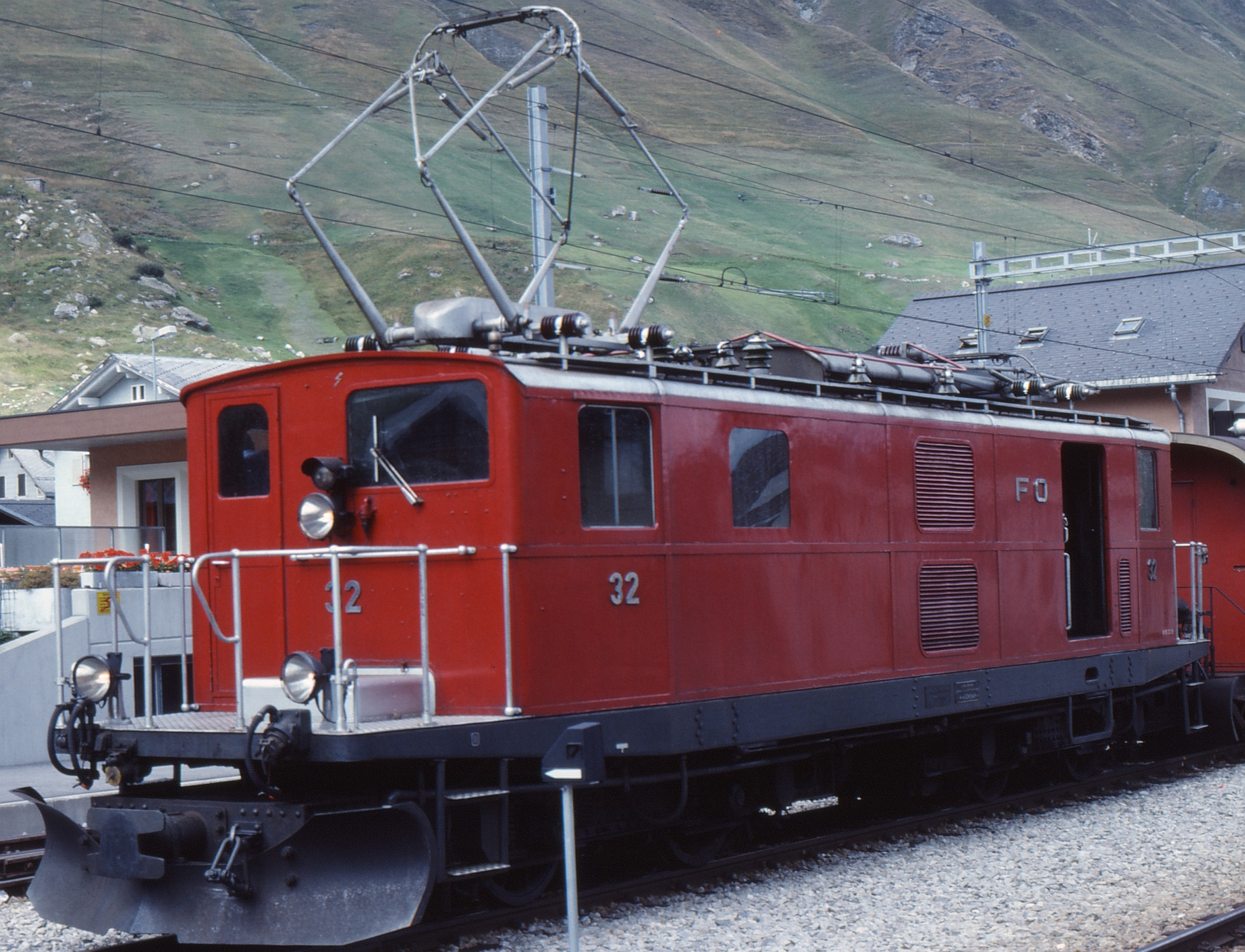

Voormalige spoorwegondernemingen: Furka-Oberalp-Bahn (FO) · Schöllenenbahn (SchB) · Brig-Visp-Zermatt-Bahn (BVZ)